# Viktor Juščenko
Viktor Andrijovič Juščenko (ukr: Віктор Андрійович Ющенко); je treći ukrajinski predsjednik, trenutačno oporbeni političar u ukrajinskom parlamentu Vrhovnoj Radi. Na položaj funkcije Predsjednika Ukrajine došao je 23. siječnja 2005. godine, nakon što je bio ključni vođa Narančaste revolucije, a službeno je prenio vlast novom ukrajinskom predsjedniku Viktoru Janukoviču dana 25. veljače 2010. godine. 
Viktor Juščenko danas se smatra jednim od najodgovrnijih ukrajinskih političara za političko okretanje Ukrajine prema Zapadu, uspostavljanje otvorenog i transparentong tržišta te uspostavu slobode medija u Ukrajini kao ključnog preduvjeta za uspostavljanje uspješnog demokratskog društva. Unatoč pozitivnim promjenama, građani mu zamjeraju što nije poduzeo veće mjere u borbi protiv korupcije te danas ima relativno malu podršku ukrajinskih glasača koja prema nekim istraživanjima ne prelazi 10 %. 
Kao vođa zapadno orijentirane ukrajinske koalicije, bio je nasuprot Viktoru Janukoviču glavni kandidat na predsjedničkim izborima u listopadu i studenom 2004. godine. Nakon što je Ukrajinski vrhovni sud proglasio izbornu prijevaru i odredio ponavljanje izbora, Juščenko ponovno pobjeđuje Janukoviča s 52 % glasova naspram 44 %, te nakon velikih javnih prosvjeda u Kijevu i ostatku Ukrajine, i negodovanja bivših vlasti na čelu s predsjednikom Leonidom Kučmom, biva postavljen za predsjednika Ukrajine u jeku Narančaste revolcije.

## Obiteljska biografija
Juščenko je rođen 23. veljače 1954. u Horuživci, Sumska oblast, u sovjetskoj Ukrajini (SSSR), u učiteljskoj obitelji. Njegov otac, Andrij Andrijovič Juščenko (1919. – 1992.), bio je antifašistički borac u Drugom svjetskom ratu, uhvaćen od strane Nijemaca nakon čega je zadržan u zarobljeništvu kao ratni zarobljenik. Tada je prošao niz nacističkih logora u Poljskoj, uključujući i Auschwitz-Birkenau. Preživio je, a kad se vratio u domovinu, podučavao je engleski jezik u školi. Viktorova majka, Varvara Timofijovna Juščenko (1918. – 2005.), podučavala je fiziku i matematiku u istoj školi.
Viktor Juščenko je diplomirao na Ternopilijskom financijskom i ekonomskom institutu 1975. te je počeo raditi kao računovođa i suradnik glavnoga računovođe. Od 1975. do 1976. bio je novak u službi KGB-a prilikom čega je služio vojni rok na sovjetsko-turskoj granici[nedostaje izvor].

## Bankarska karijera
Godine 1976. Juščenko započinje svoju bankarsku karijeru, a 1983. postaje pomoćnik direktora za poljoprivredni kredit u sovjetskoj Ukrajini, u Sovjetskoj državnoj banci. Od 1990. do 1993. bio je dopredsjednik i prvi dopredsjednik JSC-e Agroindustrijske ukrajinske banke. Godine 1993., postavljen je na položaj predsjednika Narodne banke Ukrajine (Ukrajinska središnja banka), a 1997. Ukrajinski parlament ponovno mu dodjeljuje isti položaj.
Kao vrstan središnji bankar, Juščenko je odigrao važnu ulogu u stvaranju ukrajinske valute, grivnje te uspostavljanju modernog komercijalnog bankiranja. Također je uspješno popravio krizu velikog duga i inflacije koji su pogodili Ukrajinu, inflaciju je s 10,000 % smanjio na samo 10 %, uspio je sačuvati vrijednost ukrajinske valute 1998. godine.
Iste 1998. godine napisao je djelo «Dostavljanje opskrbe i zahtjevanje novca u Ukrajini» i obranio Ukrajinsku bankarsku akademiju. Zatim je dobio titulu doktora ekonomije. Juščenko 1999. dolazi na funkciju ukrajinskog premijer i dodatno stabilizira ukrajinsku ekonomiju čime postaje omiljen u ukrajinskom društvu i time politička prijetnja sve nepopularnijem ukrajiskom predsjedniku Leonidu Kučmi. Bivši upravitelj ukrajinske Nacionalne banke Juščenko, pokazao se tada nepokornim reformistom, poštenim civilnim dužnosnikom i istaknutim domoljubom, koji je nastale finacijske malverzacije i probleme s dugovima nastojao riješiti bez dugotrajnih posljedica za ukrajinsko gospodarstvo.

## Predsjednik Vlade
U prosincu 1999. ukrajinski predsjednik Leonid Kučma neočekivano je imenovao Viktora Juščenka za predsjednika Vlade, kada je Vlada, neuspješno, pokušala ratificirati prethodnoga premijera Valerija Pustovoitenka čija se vlada srušila.
Ukrajinska ekonomija se popravila tijekom mandata Viktora Juščenka. Međutim, njegova vlada, točnije zamjenica predsjednika Vlade Julija Timošenko, uskoro je upala u sukob s utjecajnim vođama rudarstva i industrija zenoga plina. Taj sukob doveo je do glasovanja o nepovjerenju u parlamentu, organiziranog od strane komunista, koji su se protivili ekonomskoj politici Juščenka, te centristi koji su bili u vezi s moćnim državnim "oligarsima". Nepovjerenje je izglasano s 263 za naspram 69 protiv, te tim činom Juščenko je skinut s dužnosti premijera.
Mnogi Ukrajinci pad Juščenkove vlade vidjeli su zaprepaštenjem, te ti isti Ukrajinci sakupljaju 4 milijuna glasova ljudi koji su podržali Juščenka i protivili se glasovanju o nepovjerenju. Pristaše Juščenka organizirale su demonstraciju u Kijevu na kojoj je demonstriralo oko 10 000 ljudi. Juščenko je održao dirljiv govor pred masom i rekao da će se jednog dana vratiti.

## Pokušaj atentata
Prije nego što je preuzeo predsjednički funkciju 2005. godine, na Viktora Juščenka je izvršen atentat koji je ipak uspio preživjeti. U hranu mu je postavljena otrovna supstanca dioksin prilikom večere s dužnosnicima ukrajinskog SBU-a. Njegova supruga Katerina Čumačenko-Juščenko ispričala je da je – poljubivši ga kad se vratio kući s te večere – na njegovim usnama i u njegovu dahu osjetila okus kemikalije. Budući da on nikada nije uzimao nikakve lijekove, pitala ga je što je to, a on je odmahnuo rukom i izjavio kako je pojeo vrlo masnu juhu. Već te noći bilo mu je zlo, ali je on mislio da je riječ samo o reakciji na pokvarenu hranu. Juščenko se danas uspješno oporavlja, ali su ostale zdravstvene posljedice po unutarnje organe i vidno kemijskom reakcijom uništenom licu.
Ukrajinski parlament je 2009. počeo istragu trovanja dioksinom s mandatom da slučaj definitivno rješi u roku godine dana. Tijekom istrage, Larisa Čeredničenko, zapovjednik odjela nadzora kriminalnih istraga u uredu ukrajinskog državnog tužioca je izjavila da Juščenko nije bio otrovan nego da je njegov krv bila poslana u SAD gdje je ubačen dioksin i tek nakon toga je ona poslana u austrijsku kliniku na analizu. Ta izjava i navodne prijetnje Larisi su rezultirale usmjeravanjem parlamentarne istrage na pitanje osoba odgovornih za falsificiranje nalaza krvi. Stagniran proces utvrđivanja odgovornosti za trovanje Viktora Juščenka posve je prekinut dolaskom novog predsjednika Viktora Janukoviča.

## Vanjske poveznice
- Stranica Predsjednika Ukrajine
- Informativna stranica Sila Naroda  Arhivirana inačica izvorne stranice od 9. siječnja 2005. (Wayback Machine)
- Соціологічні опитування; Політики; Віктор Ющенко  Arhivirana inačica izvorne stranice od 12. rujna 2008. (Wayback Machine)